# Nadir’s Big Chance
Nadir’s Big Chance, Peter Hammills fünftes Soloalbum, wurde vom 1.–7. Dezember 1974 in den Rockfield Studios, Monmouthshire aufgenommen und vom 10.–13. Dezember 1974 in den Trident Studios, London abgemixt. Laut Plattencovertext schlüpft Peter Hammill auf diesem Album in sein Alter Ego Rikki Nadir und spielt dessen Musik: „…the beefy punk songs, the weepy ballads, the soul struts. This album is, more or less, what he plays and who he is; how could I deny him his simple say?“
Trotz der klassischen Van-der-Graaf-Generator-Besetzung unterscheidet sich dieses Album mit seiner Mischung aus ruhigen Balladen und aggressiven Songs, die alle mit 3 bis 6 Minuten sehr kurz gehalten sind, radikal von früheren VdGG-Alben, aber auch von den folgenden Alben der wiedervereinigten Band. Mit diesem Album gilt Hammill als einer der Wegbereiter des Punk.

## Trackliste
Seite 1
1. Nadir’s Big Chance – 3'27"
2. The Institute Of Mental Health, Burning – 3'50"
3. Open Your Eyes – 5'10"
4. Nobody’s Business – 4'15"
5. Been Alone So Long – 4'20"
6. Pompeji – 4'50"

Seite 2
1. Shingle Song – 4'10"
2. Airport – 3'02"
3. People You Were Going To – 5'10"
4. Birthday Special – 3'40"
5. Two Or Three Spectres – 6'20"